# 波波夫卡河
波波夫卡河是俄羅斯的河流，位於馬加丹州和薩哈共和國，屬於科雷馬河的左支流，河道全長356公里，流域面積約8,350平方公里，河水主要來自融雪和雨水。